# Michael Edgeworth McIntyre
Michael Edgeworth McIntyre FRS (Sydney, 28 de julho de 1941) é um matemático australiano, professor de dinâmica atmosférica.
Foi eleito membro da Royal Society em 1990.